# Ermenfroi (évêque de Sion)
Ermenfroi (Ermenfried), mort entre 1087 et 1091, est un prince-évêque de Sion, de la seconde moitié du XIe siècle.

## Biographie

### Origines
La date de naissance et l'origine d'Ermenfroi — l'orthographe de son nom varie selon les sources, avec Ermenfredus en latin et Ermenfried en haut-allemand moderne, et leurs dérivés —, ne sont pas connues,. Il est mentionné la première fois dans la documentation le 6 novembre 1041,.
Il serait probablement apparenté aux Humbertiens, comtes de Maurienne-Savoie,,, tout comme Aymon, son prédécesseur sur le siège épiscopal de Sion. Vregille (1981) avance l'hypothèse qu'Ermenfroi pourrait-être le neveu de l'évêque Aymon, ce qui en ferait le petit-fils du comte Humbert. Il considère ainsi qu'à la mort d'Aymon, les Humbertiens ont cherché à maintenir leur pouvoir au diocèse de Sion, en plaçant un membre de leur lignage.
Luther (2016) rappelle que cette thèse est discutée, rappelant que pour Gilbert Coutaz elle est probable, pour François Demotz elle est avérée, et pour Joachim Manuel Huber l'absence de sources l'invalide. Il présente également le revirement de Ripart, qui dans un premier temps considérait Ermenfroi comme un personnage placé sur le siège de Sion par Rome et l'Empire face au népotisme des Humbertiens, puis le fait qu'il envisage comme au moins probable le lien entre les deux évêques. 

### Formation religieuse
Sa formation n'est pas connue. Il semble toutefois avoir été formé à Besançon,. Il est mentionné pour la première fois comme associé aux affaires de l'archidiocèse de Besançon, le 6 novembre 1041,.
On le retrouve ainsi, entre 1041 et 1054, chancelier, puis, après 1046, archidiacre auprès de l'archevêque de Besançon, Hugues Ier de Salins, jusqu'à la mort de ce dernier en 1066,,. Ermenfroi est souvent associé à l'archevêque, « dans des circonstances importantes, conciles ou légations » (Vregille, 1981). Gilbert Coutaz (2001) dans la notice de l'Helvetia Sacra en parle comme une « sorte l'héritier de [la] pensée » d'Hugues Ier.

### Évêque de Sion
Dans son étude d'Ermenfroi, l'historien Luther (2016) souligne qu'Ermenfroi, en raison de son rôle qui dépasse le diocèse et comté du Valais, est une personnalité « exceptionnelle dans l'histoire de son diocèse au Haut Moyen Âge ».
Il est élu évêque de Sion après le 13 juillet 1054 et avant juin 1055,.
Malgré sa récente élection, il est choisi, en mai 1055, par Rome, en tant que légat pontifical pour présider le concile de Lisieux (Normandie), au cours duquel l'archevêque de Rouen Mauger est destitué,,. Cette nomination à la légation, bien que surprenant les historiens de la Normandie, s'explique par sa proximité avec Hugues Ier,. Ce rôle lui permet « d'[inaugurer] une importante carrière de légat pontifical », pour la période entre 1055 et 1072, « tourné[e] très spécialement vers la Normandie et vers l'Angleterre », avant et après la conquête normande, aux côtés de Lanfranc, prieur du Bec, et archevêque de Cantorbéry,,.
En 1059, il est le représentant du pape Nicolas II lors du sacre à Reims du roi de France, Philippe Ier. En 1063, il représentant l'épiscopat de Bourgogne lors d'un concile de Chalon. On le retrouve en 1071 au synode de Mayence, puis en 1072 à celui de Chalon.
Il est qualifié de chanoine de Saint-Maurice d'Agaune, dans une charte de 1072,. 
Son épiscopat est marqué par le développement du culte de Théodore d'Octodure. La Grande châsse-reliquaire de Sion qui contient notamment les reliques du saint semble avoir été réalisé sous son épiscopat, vers 1075/1085.

### Légat pontifical pour l'Angleterre
Au printemps 1062, le pape Alexandre II l'envoie en Angleterre afin de régler la succession de Ealdred qui a renonce au siège de Worcester. Il semble également présent afin de régler la situation de l'archevêque de Cantorbéry, Stigand, excommunié en raison de son parcours entaché d'irrégularités, et ayant abouti à sa condamnation par Rome pour usurpation. Cependant la situation de Stigand ne semble pas avoir évolué, continuant d'apparaître comme archevêque. À la suite du couronnement de Guillaume le Conquérant de 1066, il est à nouveau envoyé en Angleterre, en 1070, afin de régler les problèmes ecclésiastiques causés par ces changements,. Stigand est notamment destitué en avril 1070. 
Ermenfried dirige le concile de Windsor, se tenant le 23 mai 1070, . Toutefois, sous l'influence de Guillaume, plusieurs nominations sont ordonnées, la plupart des clercs fidèles de son entourage, et de nombreux prélats anglo-saxons, notamment Æthelric II, évêque de Selsey, sont destitués. Le pape Alexandre II montre son mécontentement dans une lettre reprochant tant les dépositions que ces nominations, qui pour lui ne relevaient pas du droit canonique. En 1071, le pape demande à ce que Æthelric II soit rétabli. Si Guillaume est accusé par Rome, Ermenfroi n'est pas inquiété pour son rôle.

### Au service de l'Empereur
En 1071, Ermenfroi est présent à la diète de Liège où il rencontre l'empereur Henri IV. Il est désormais cité dans plusieurs actes impériaux (1071, 1076, 1079). Il reçoit également du souverain les domaines de Naters et de Loèche (Valais).
Au cours de la querelle des Investitures, période opposant la papauté au Saint-Empire romain germanique, il est l'un des deux derniers évêques bourguignons, avec Burcard, évêque de Lausanne, à rester fidèle à Henri IV,. Pour Ermenfroi, il s'agit d'un « revirement politique » (Coutaz, 2003, 2008), vu son statut de légat pontifical,.
L'Empereur le nomme chancelier de Bourgogne — cancellarius Burgundie —, titre qu'il porte dans la documentation de 1082 à 1087,, tandis que Burcard est nommé chancelier d'Italie (1079-1089). Cette politique de rapprochement avec l'empereur a pour conséquence au niveau régional d'« un temps d'accalmie » entre l'Église de Sion et les comtes de Savoie. En raison de ce rapprochement, des auteurs comme le chanoine de Sion, Sébastian Briguet (Vallesia Christiana, 1744), le Gallia christiana ou encore Liebeskind (1973), considèrent que le pape Grégoire VII « aurait destitué de son siège Ermenfroi, peut-être en 1080, au profit d’un dénommé Gerardus (Giraldus) ». Cependant, il continue d'être évêque de Sion. 
Luther (2016) nuance cette hypothèse de passer au parti impérial parlant plutôt d'une attitude ambivalente (sondern vielmehr eine ambivalente Haltung zu attestieren). Il réfute également l'hypothèse d'un anti-évêque ayant remplacé Ermenfroi en l'absence de sources. Il partage ainsi l'analyse de Cowdrey (2000) selon laquelle Ermenfroi joue un jeu d'équilibre entre l'empereur et la maison de Savoie qui soutient le pape,. 
Ermenfroi meurt le 11 décembre, entre l'année 1087 et avant 1092, Coutaz considérant qu'il pourrait s'agir de l'année 1090,. Luther (2016) indique que le dernier acte connu d'Ermenfroi est un acte du 13 septembre 1087, plaçant sa mort entre celle-ci et le 11 décembre 1091.